# Anna Månsdotter
Anna Månsdotter, född 28 december 1841, död 7 augusti 1890, även känd som Yngsjömörderskan, dömdes till döden för det så kallade Yngsjömordet. Månsdotter var den sista kvinnan att avrättas i Sverige, även om hon inte var den sista att dömas till döden. Hilda Nilsson, Sveriges mest kända änglamakerska, dömdes 1917 till döden men begick självmord innan domen verkställdes.

## Bakgrund
Anna Månsdotter och hennes man Nils Nilsson (12 september 1829 - 23 juni 1883) fick tre barn. Bara ett av dem, Per Nilsson, överlevde. Nils var tolv år äldre än sin hustru och paret bodde på Möllegården i Yngsjö, en liten by söder om Åhus på den skånska ostkusten. Anna hade räknat med att giftermålet med Nils skulle ge henne en bekymmerslös framtid. Men det hade inte riktigt blivit som hon hoppats. Det blev i stället ett ganska knapert liv byggt på krediter och lån. Fattigdomen gjorde henne bitter och hon kom allt längre från sin man och allt närmare sonen Per.

### Mordet
Avrättningen gällde det så kallade Yngsjömordet i Yngsjö i Skåne. Mordet blev vida känt även utanför Sveriges gränser. Dådet var att Anna Månsdotter och sonen, Per, mördade Pers hustru Hanna Johansdotter på ett brutalt sätt året före i Yngsjö. Anna ströp Hanna och försökte få det att se ut som om Hanna hade ramlat i källartrappan och brutit nacken.

## Rättegång
Vid rättegången framkom det även att de mordmisstänkta hade ett incestuöst förhållande med varandra, vilket av samtiden ansågs kunna ha bidragit till att utlösa mordet. Sonens äktenskap skulle ha lett till en oresonlig svartsjuka hos Anna Månsdotter, en svartsjuka som då skulle ha varit del i motivet. Båda erkände gärningen och dömdes till döden genom halshuggning. Sonens straff omvandlades senare till livstids straffarbete, medan modern avrättades.

## Avrättning

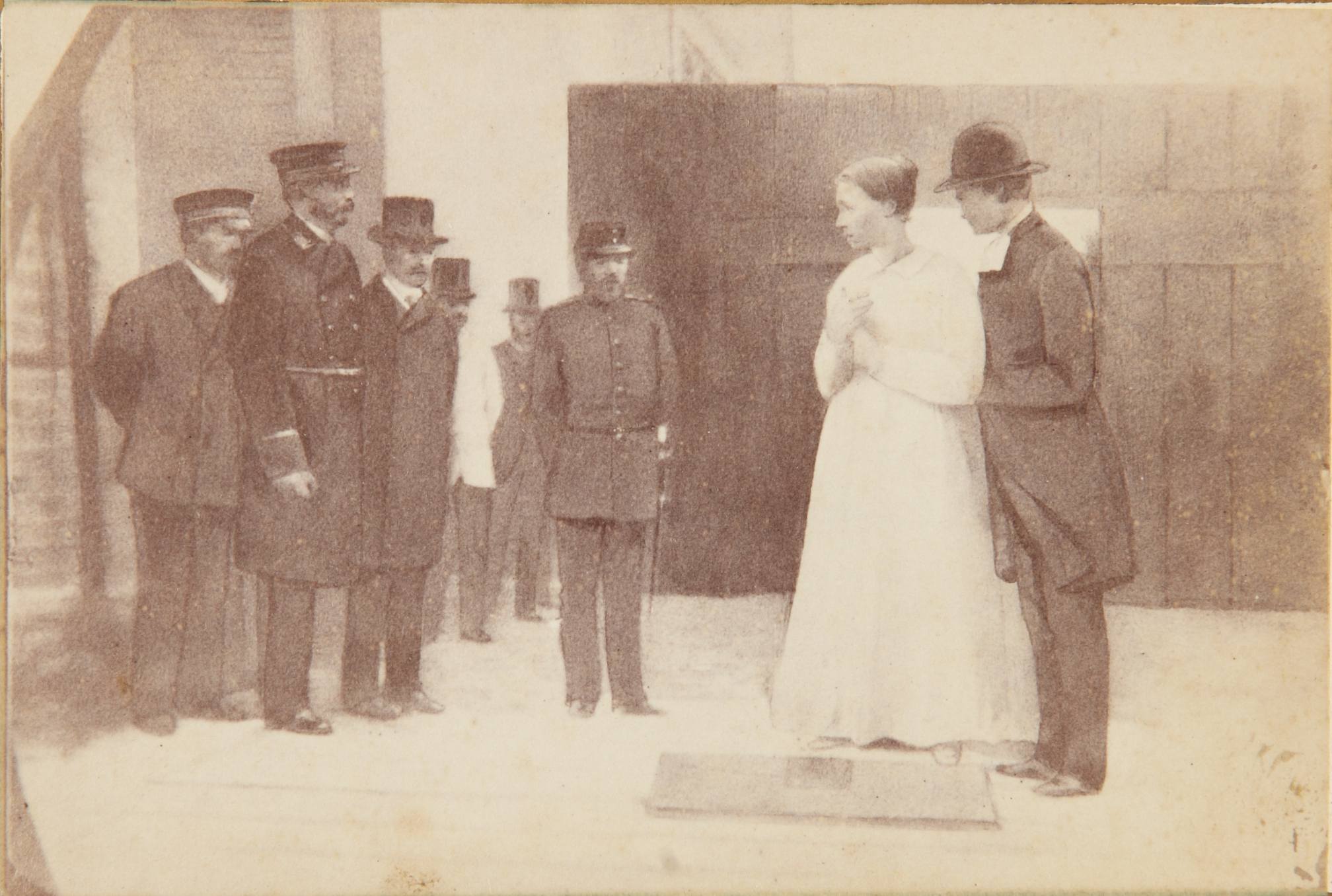
Anna Månsdotter strax före sin avrättning. Skarprättare Anders Gustaf Dahlman är den långe mannen till vänster.

Anna Månsdotter var den sista kvinnan att avrättas i Sverige, 28 år efter avrättningen av Catharina Jansdotter (Else Nilsson hade 1881, nio år innan dömts till döden, men tagit livet av sig innan avrättningen). Månsdotter halshöggs med handbila den 7 augusti 1890 vid Kristianstads Länsfängelse av skarprättare Anders Gustaf Dahlman. Det var hans första avrättning; händelsevis verkställde han också den sista i Sverige, av Alfred Ander 20 år senare.
Hugget tog snett och det har ofta påståtts att Dahlman var tvungen att hugga tre gånger för att skilja huvudet från kroppen. Detta är dock osant och härrör istället från en avrättning på Gotland där Konrad Petterson Lundqvist Tector avrättades 1876 genom tre hugg av skarprättare Steineck. Däremot har anförts att hugget tog snett, och lämnade Månsdotters underkäke kvar vid halsen, vilket bekräftas av dödsmasken. 
Anna Månsdotters dödsmask fanns tidigare utställd på Polismuseet i Stockholm.

## Populärkultur
Historien om Anna Månsdotter och Yngsjömordet har intresserat många genom årens lopp. Händelsen har dramatiserats flera gånger om och även blivit film i olika omgångar, bland annat filmen Yngsjömordet (1966), regisserad av Arne Mattsson. I ett avsnitt av den svenska TV-serien Skånska mord (1986) skildras också händelsen.

## Musikdramatik och teater
Östgötateatern satte i Linköping 1986 upp pjäsen YNGSJÖMORDET av Hanna Olsson och Bertil Arlmark, (byggd på Hanna Olssons bok från 1984 Skulden: modern, sonen och hustrun i Yngsjödramat, Stockholm : Carlssons förlag. Libris 7665640) Regi: Roland Klockare, Scenografi: Lars-Erik Lindén, Kostym: Mathias Clason, Koreografi: Svend Bunch. Premiär på Stora Teatern i Linköping 14 februari 1986. I rollerna bland andra: Brigitte Ornstein, Lennart Jähkel, Birgitte Söndergaard, Esko Kilpiö och Klas Hellström.
Samma år skrevs också operan Anna Månsdotter, Musikdrama om Yngsjömordet av Stellan Sagvik, som i sin librettobearbetning använde delar av Olsson/Arlmarks pjäs. Operan skulle satts upp av Stora Teatern i Göteborg 1991, men på grund av chefsbyte blev det aldrig verklighet.
1997 spelade Teater Nostra Frans van Hals dramatisering av Yngsjömordet inför utsålda hus i Yngsjö Teaterloge. 6000 biljetter såldes till 28 föreställningar. Sommaren 2002 planerades 35 föreställningar i Teaterlogen, belägen i dramats ursprungsby Yngsjö, men avslag på bidragsansökan från kommunen gjorde att satsningen ställdes in.